# Beuvron (affluent de la Sélune)
Pour les articles homonymes, voir Beuvron (homonymie).
Le Beuvron est une rivière française de Bretagne et de Normandie, affluent de la Sélune (rive gauche).

## Géographie
Le Beuvron prend sa source à l'ouest de la commune de Parigné, en Ille-et-Vilaine, et prend la direction du nord-est, avant d'orienter son cours vers le nord-ouest à la sortie du territoire de la commune. Elle se joint aux eaux de la Sélune entre les communes de Poilley et Saint-Aubin-de-Terregatte, après un parcours de 31 km entre Coglais et Avranchin.

## Communes traversées
Dans les deux départements de l'Ille-et-Vilaine et de la Manche, le Beuvron traverse onze communes :
- Parigné (source), Villamée, Poilley, Saint-Georges-de-Reintembault, Le Ferré, Montjoie-Saint-Martin, Saint-James, Saint-Senier-de-Beuvron, Saint-Aubin-de-Terregatte, Poilley, Ducey (confluence).

## Bassin et affluents
Partagé en deux parties approximativement égales entre la Bretagne et la Normandie, le bassin versant du Beuvron avoisine au nord-ouest celui de la Guintre (court fleuve côtier) et à l'ouest et au sud celui du Couesnon. À l'est, ses voisins sont l'Airon, le Lair et le court ruisseau de Livet, trois autres affluents de la Sélune. Le confluent est au nord du bassin.
Le seul affluent dépassant 5 km recensé par le Service d'administration nationale des données et référentiels sur l'eau est le ruisseau du Gué Husson qui conflue en rive droite entre Villamée et Saint-Georges-de-Reintembault (7,1 km). Son dernier affluent de rive droite à Saint-Aubin-de-Terregatte, non recensé par le Sandre, semble cependant atteindre les 6 km tel qu'il est représenté — non nommé — sur la carte de l'IGN.

## Hydrologie
Le module est de 1,12 m3/s à Saint-Senier-de-Beuvron.

## Toponymes
Le Beuvron a donné son hydronyme à la commune de Saint-Senier-de-Beuvron. Sous la Révolution, la commune de Saint-James s'est appelée Beuvron-les-Monts.